# Lista planetelor minore/601–700
Aceasta este Lista planetelor minore/601–700; pentru a naviga prin lista completă vezi Lista planetelor minore.
Pentru ale detalii vezi și Proiect:Astronomie sau Portal:Astronomie.
| Nume             | Denumire provizorie | Data descoperirii  | Locul descoperirii | Descoperitor(i)      |
| ---------------- | ------------------- | ------------------ | ------------------ | -------------------- |
| 601 Nerthus      | 1906 UN             | 21 iunie 1906      | Heidelberg         | M. F. Wolf           |
| 602 Marianna     | 1906 TE             | 16 februarie 1906  | Taunton⁠(d)         | J. H. Metcalf⁠(d)     |
| 603 Timandra     | 1906 TJ             | 16 februarie 1906  | Taunton            | J. H. Metcalf        |
| 604 Tekmessa     | 1906 TK             | 16 februarie 1906  | Taunton            | J. H. Metcalf        |
| 605 Juvisia      | 1906 UU             | 27 august 1906     | Heidelberg         | M. F. Wolf           |
| 606 Brangane     | 1906 VB             | 18 septembrie 1906 | Heidelberg         | A. Kopff             |
| 607 Jenny        | 1906 VC             | 18 septembrie 1906 | Heidelberg         | A. Kopff             |
| 608 Adolfine     | 1906 VD             | 18 septembrie 1906 | Heidelberg         | A. Kopff             |
| 609 Fulvia       | 1906 VF             | 24 septembrie 1906 | Heidelberg         | M. F. Wolf           |
| 610 Valeska      | 1906 VK             | 26 septembrie 1906 | Heidelberg         | M. F. Wolf           |
| 611 Valeria      | 1906 VL             | 24 septembrie 1906 | Taunton⁠(d)         | J. H. Metcalf⁠(d)     |
| 612 Veronika     | 1906 VN             | 8 octombrie 1906   | Heidelberg         | A. Kopff             |
| 613 Ginevra      | 1906 VP             | 11 octombrie 1906  | Heidelberg         | A. Kopff             |
| 614 Pia          | 1906 VQ             | 11 octombrie 1906  | Heidelberg         | A. Kopff             |
| 615 Roswitha     | 1906 VR             | 11 octombrie 1906  | Heidelberg         | A. Kopff             |
| 616 Elly         | 1906 VT             | 17 octombrie 1906  | Heidelberg         | A. Kopff             |
| 617 Patroclus    | 1906 VY             | 17 octombrie 1906  | Heidelberg         | A. Kopff             |
| 618 Elfriede     | 1906 VZ             | 17 octombrie 1906  | Heidelberg         | K. Lohnert           |
| 619 Triberga     | 1906 WC             | 22 octombrie 1906  | Heidelberg         | A. Kopff             |
| 620 Drakonia     | 1906 WE             | 26 octombrie 1906  | Taunton⁠(d)         | J. H. Metcalf⁠(d)     |
| 621 Werdandi     | 1906 WJ             | 11 noiembrie 1906  | Heidelberg         | A. Kopff             |
| 622 Esther       | 1906 WP             | 13 noiembrie 1906  | Taunton⁠(d)         | J. H. Metcalf⁠(d)     |
| 623 Chimaera     | 1907 XJ             | 22 ianuarie 1907   | Heidelberg         | K. Lohnert           |
| 624 Hektor       | 1907 XM             | 10 februarie 1907  | Heidelberg         | A. Kopff             |
| 625 Xenia        | 1907 XN             | 11 februarie 1907  | Heidelberg         | A. Kopff             |
| 626 Notburga     | 1907 XO             | 11 februarie 1907  | Heidelberg         | A. Kopff             |
| 627 Charis       | 1907 XS             | 4 martie 1907      | Heidelberg         | A. Kopff             |
| 628 Christine    | 1907 XT             | 7 martie 1907      | Heidelberg         | A. Kopff             |
| 629 Bernardina   | 1907 XU             | 7 martie 1907      | Heidelberg         | A. Kopff             |
| 630 Euphemia     | 1907 XW             | 7 martie 1907      | Heidelberg         | A. Kopff             |
| 631 Philippina   | 1907 YJ             | 21 martie 1907     | Heidelberg         | A. Kopff             |
| 632 Pyrrha       | 1907 YX             | 5 aprilie 1907     | Heidelberg         | A. Kopff             |
| 633 Zelima       | 1907 ZM             | 12 mai 1907        | Heidelberg         | A. Kopff             |
| 634 Ute          | 1907 ZN             | 12 mai 1907        | Heidelberg         | A. Kopff             |
| 635 Vundtia      | 1907 ZS             | 9 iunie 1907       | Heidelberg         | K. Lohnert           |
| 636 Erika        | 1907 XP             | 8 februarie 1907   | Taunton⁠(d)         | J. H. Metcalf⁠(d)     |
| 637 Chrysothemis | 1907 YE             | 11 martie 1907     | Taunton            | J. H. Metcalf        |
| 638 Moira        | 1907 ZQ             | 5 mai 1907         | Taunton            | J. H. Metcalf        |
| 639 Latona       | 1907 ZT             | 19 iulie 1907      | Heidelberg         | K. Lohnert           |
| 640 Brambilla    | 1907 ZW             | 29 august 1907     | Heidelberg         | A. Kopff             |
| 641 Agnes        | 1907 ZX             | 8 septembrie 1907  | Heidelberg         | M. F. Wolf           |
| 642 Clara        | 1907 ZY             | 8 septembrie 1907  | Heidelberg         | M. F. Wolf           |
| 643 Scheherezade | 1907 ZZ             | 8 septembrie 1907  | Heidelberg         | A. Kopff             |
| 644 Cosima       | 1907 AA             | 7 septembrie 1907  | Heidelberg         | A. Kopff             |
| 645 Agrippina    | 1907 AG             | 13 septembrie 1907 | Taunton⁠(d)         | J. H. Metcalf⁠(d)     |
| 646 Kastalia     | 1907 AC             | 11 septembrie 1907 | Heidelberg         | A. Kopff             |
| 647 Adelgunde    | 1907 AD             | 11 septembrie 1907 | Heidelberg         | A. Kopff             |
| 648 Pippa        | 1907 AE             | 11 septembrie 1907 | Heidelberg         | A. Kopff             |
| 649 Josefa       | 1907 AF             | 11 septembrie 1907 | Heidelberg         | A. Kopff             |
| 650 Amalasuntha  | 1907 AM             | 4 octombrie 1907   | Heidelberg         | A. Kopff             |
| 651 Antikleia    | 1907 AN             | 4 octombrie 1907   | Heidelberg         | A. Kopff             |
| 652 Jubilatrix   | 1907 AU             | 4 noiembrie 1907   | Vienna             | J. Palisa            |
| 653 Berenike     | 1907 BK             | 27 noiembrie 1907  | Taunton⁠(d)         | J. H. Metcalf⁠(d)     |
| 654 Zelinda      | 1908 BM             | 4 ianuarie 1908    | Heidelberg         | A. Kopff             |
| 655 Briseïs      | 1907 BF             | 4 noiembrie 1907   | Taunton⁠(d)         | J. H. Metcalf⁠(d)     |
| 656 Beagle       | 1908 BU             | 22 ianuarie 1908   | Heidelberg         | A. Kopff             |
| 657 Gunlöd       | 1908 BV             | 23 ianuarie 1908   | Heidelberg         | A. Kopff             |
| 658 Asteria      | 1908 BW             | 23 ianuarie 1908   | Heidelberg         | A. Kopff             |
| 659 Nestor       | 1908 CS             | 23 martie 1908     | Heidelberg         | M. F. Wolf           |
| 660 Crescentia   | 1908 CC             | 8 ianuarie 1908    | Taunton⁠(d)         | J. H. Metcalf⁠(d)     |
| 661 Cloelia      | 1908 CL             | 22 februarie 1908  | Taunton            | J. H. Metcalf        |
| 662 Newtonia     | 1908 CW             | 30 martie 1908     | Taunton            | J. H. Metcalf        |
| 663 Gerlinde     | 1908 DG             | 24 iunie 1908      | Heidelberg         | A. Kopff             |
| 664 Judith       | 1908 DH             | 24 iunie 1908      | Heidelberg         | A. Kopff             |
| 665 Sabine       | 1908 DK             | 22 iulie 1908      | Heidelberg         | W. Lorenz⁠(d)         |
| 666 Desdemona    | 1908 DM             | 23 iulie 1908      | Heidelberg         | A. Kopff             |
| 667 Denise       | 1908 DN             | 23 iulie 1908      | Heidelberg         | A. Kopff             |
| 668 Dora         | 1908 DO             | 27 iulie 1908      | Heidelberg         | A. Kopff             |
| 669 Kypria       | 1908 DQ             | 20 august 1908     | Heidelberg         | A. Kopff             |
| 670 Ottegebe     | 1908 DR             | 20 august 1908     | Heidelberg         | A. Kopff             |
| 671 Carnegia     | 1908 DV             | 21 septembrie 1908 | Vienna             | J. Palisa            |
| 672 Astarte      | 1908 DY             | 21 septembrie 1908 | Heidelberg         | A. Kopff             |
| 673 Edda         | 1908 EA             | 20 septembrie 1908 | Taunton⁠(d)         | J. H. Metcalf⁠(d)     |
| 674 Rachele      | 1908 EP             | 28 octombrie 1908  | Heidelberg         | W. Lorenz⁠(d)         |
| 675 Ludmilla     | 1908 DU             | 30 august 1908     | Taunton⁠(d)         | J. H. Metcalf⁠(d)     |
| 676 Melitta      | 1909 FN             | 16 ianuarie 1909   | Greenwich          | P. Melotte           |
| 677 Aaltje       | 1909 FR             | 18 ianuarie 1909   | Heidelberg         | A. Kopff             |
| 678 Fredegundis  | 1909 FS             | 22 ianuarie 1909   | Heidelberg         | W. Lorenz⁠(d)         |
| 679 Pax          | 1909 FY             | 28 ianuarie 1909   | Heidelberg         | A. Kopff             |
| 680 Genoveva     | 1909 GW             | 22 aprilie 1909    | Heidelberg         | A. Kopff             |
| 681 Gorgo        | 1909 GZ             | 13 mai 1909        | Heidelberg         | A. Kopff             |
| 682 Hagar        | 1909 HA             | 17 iunie 1909      | Heidelberg         | A. Kopff             |
| 683 Lanzia       | 1909 HC             | 23 iulie 1909      | Heidelberg         | M. F. Wolf           |
| 684 Hildburg     | 1909 HD             | 8 august 1909      | Heidelberg         | A. Kopff             |
| 685 Hermia       | 1909 HE             | 12 august 1909     | Heidelberg         | W. Lorenz⁠(d)         |
| 686 Gersuind     | 1909 HF             | 15 august 1909     | Heidelberg         | A. Kopff             |
| 687 Tinette      | 1909 HG             | 16 august 1909     | Vienna             | J. Palisa            |
| 688 Melanie      | 1909 HH             | 25 august 1909     | Vienna             | J. Palisa            |
| 689 Zita         | 1909 HJ             | 12 septembrie 1909 | Vienna             | J. Palisa            |
| 690 Wratislavia  | 1909 HZ             | 16 octombrie 1909  | Taunton⁠(d)         | J. H. Metcalf⁠(d)     |
| 691 Lehigh       | 1909 JG             | 11 decembrie 1909  | Taunton            | J. H. Metcalf        |
| 692 Hippodamia   | 1901 HD             | 5 noiembrie 1901   | Heidelberg         | M. F. Wolf, A. Kopff |
| 693 Zerbinetta   | 1909 HN             | 21 septembrie 1909 | Heidelberg         | A. Kopff             |
| 694 Ekard        | 1909 JA             | 7 noiembrie 1909   | Taunton⁠(d)         | J. H. Metcalf⁠(d)     |
| 695 Bella        | 1909 JB             | 7 noiembrie 1909   | Taunton            | J. H. Metcalf        |
| 696 Leonora      | 1910 JJ             | 10 ianuarie 1910   | Taunton            | J. H. Metcalf        |
| 697 Galilea      | 1910 JO             | 14 februarie 1910  | Heidelberg         | J. Helffrich⁠(d)      |
| 698 Ernestina    | 1910 JX             | 5 martie 1910      | Heidelberg         | J. Helffrich         |
| 699 Hela         | 1910 KD             | 5 iunie 1910       | Heidelberg         | J. Helffrich         |
| 700 Auravictrix  | 1910 KE             | 5 iunie 1910       | Heidelberg         | J. Helffrich         |